# Rhantus tigris
Rhantus tigris là một loài bọ cánh cứng trong họ Bọ nước. Loài này được Balke miêu tả khoa học năm 1995.